# Calantica quinquelatera
Calantica quinquelatera is een rankpootkreeftensoort uit de familie van de Calanticidae. De wetenschappelijke naam van de soort is voor het eerst geldig gepubliceerd in 1932 door Hiro.